# サラエヴォ包囲
サラエヴォ包囲（サラエヴォほうい、ボスニア語:Opsada Sarajeva、セルビア語:Опсада Сарајева、クロアチア語:Opsada Sarajeva、サラエボ包囲、サライェヴォ包囲）は、ボスニア・ヘルツェゴビナ紛争で発生した包囲戦である。
ボスニア・ヘルツェゴビナ国内にセルビア人勢力によって一方的に設立された事実上の国家であるスルプスカ共和国と、ユーゴスラビア人民軍（VRS）により、ボスニア・ヘルツェゴビナの首都であるサラエヴォが包囲されたもので、1992年4月5日から1996年2月29日に至るまで継続した。

## 概要
この戦闘はユーゴスラビアからの独立後間もない、装備の十分ではないボスニア・ヘルツェゴビナ共和国軍（ARBiH）と、独立に反対するセルビア人を支えるユーゴスラビア人民軍（JNA）およびスルプスカ共和国軍（VRS）の間で行われた。包囲中、ユーゴスラビア人民軍およびスルプスカ共和国軍は、サラエヴォを取り巻く丘陵地に陣取ったが、独立したばかりのボスニア・ヘルツェゴビナを阻害し、同国の領内にセルビア人の国家であるスルプスカ共和国を打ち立てるのが目的であった。
サラエヴォ包囲では、12,000人が死亡し、50,000人が負傷したものと推定されている。うち85%は一般市民であった。殺害と強制移住によって、戦時中である1995年の人口は334,663人にまで減ったとされ、これは紛争前の市民の数の64%に過ぎない
2003年1月、旧ユーゴスラビア国際戦犯法廷（ICTY）の法廷では、サラエヴォ＝ロマニヤ軍団の司令官スタニスラヴ・ガリッチ（Stanislav Galić）に対して、第一次マルカレ虐殺を含むサラエヴォの包囲と恐怖狙撃によって、ガリッチは人道に対する罪にて有罪とされ、終身刑を言い渡された。2007年、スタニスラヴ・ガリッチの後任として1994年8月から1995年末にかけてサラエヴォ＝ロマニヤ軍団の将軍であったセルビア人のドラゴミル・ミロシェヴィッチ（Dragomir Milošević）に対して、第2次マルカレ虐殺を含むサラエヴォとその市民に対する犯罪によって懲役33年を言い渡された。法廷では、マルカレ市場に対して1995年8月28日、サラエヴォ＝ロマニヤ軍団の方角から120ミリメートル迫撃砲弾で砲撃されたものと認定された。

## 戦闘

### 発端
第二次世界大戦の後、社会主義国として再スタートを切ったユーゴスラビアは、その初期のころから、民族主義に対して厳しい監視をしていた。民族主義はユーゴスラビアに混乱と分裂をもたらすものとして危惧されていた。ユーゴスラビアで長期間にわたって権力を維持したヨシップ・ブロズ・ティトーが死去した1980年以降、民族主義を抑制する政策への反発が噴出した。

### 紛争の発生

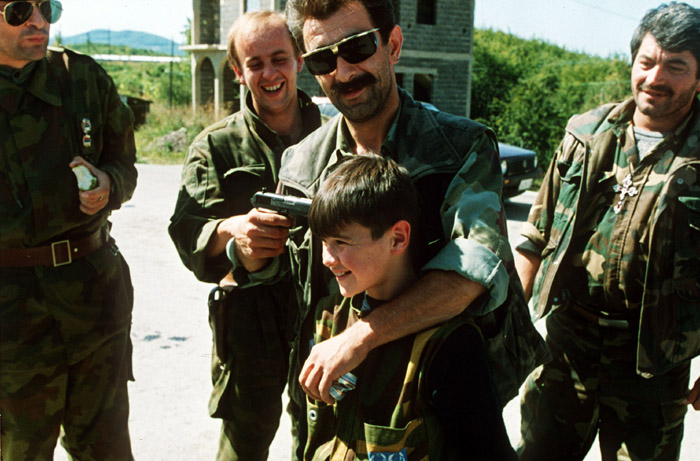
セルビア人の兵士ら。セルビア人勢力の服を着て、紋章を身にまとった少年とともに。

ボスニア・ヘルツェゴビナ紛争における最初の負傷者は、ボシュニャク人（ムスリム人）とセルビア人の間での衝突により発生した。セルビア人側の主張によれば、紛争の最初の死傷者はセルビア人のニコラ・ガルドヴィッチ（Nikola Gardović,）であり、ボスニア・ヘルツェゴビナの独立を問う住民投票が終わった1992年3月1日に行われた結婚式に、新郎の父親として参加していたときのことであったとしている。他方、ボシュニャク人側の主張によれば、この事件よりも前のこの年の初期に、政治的理由で殺害された多くの人々がいるとしている。
1992年3月、サラエヴォにてバリケードと検問所が設置された。4月5日、ボスニア・ヘルツェゴビナの独立宣言の日、大規模な反戦運動の行進がサラエヴォにて挙行された。多くの人々が議会庁舎へと行進した。この時点で、銃で武装したセルビア人がセルビア民主党の本部から出てきた群集にむけて発砲し、2人が死亡した。殺害されたのは、スアダ・ディルベロヴィッチ（Suada Dilberović）とオルガ・スチッチ（Olga Sučić）で、彼らはボシュニャク人であり、サラエヴォ包囲における最初の死者とされている。彼らが殺害された橋は、後に彼らの名前にちなんで命名された。武装しての衝突は、1992年4月6日に欧州共同体がボスニア・ヘルツェゴビナを国家承認してから始まった。ユーゴスラビア人民軍（JNA）はヴラヴェ（Vrace）にある教育省を攻撃した。教育省は町を見下ろす高台にあり、サラエヴォを攻略する上では重要な戦略的地点であった。また彼らは路面電車の中央車庫や、旧市街に対しても迫撃砲や大砲、戦車などで攻撃を加えた。ユーゴスラビア人民軍はサラエヴォ国際空港の支配権を掌握した。ユーゴスラビア人民軍は、幹線道路の封鎖によって、その支配地域を町のすぐそばまで拡大した。1992年4月末の時点で、サラエヴォの包囲網はほぼ完成した。4月22日、ボスニア・ヘルツェゴビナ共和国議会の前で行われた平和的なデモ行動は、付近のホリデー・インからの発砲によって潰えた。

### 戦闘初期
紛争の初期段階にあった数か月の間に、ユーゴスラビア人民軍の部隊は、サラエヴォを取り囲む丘陵地帯に配置された。大砲やそのほか多くの装備はこのときに持ち込まれたものであり、後に続く包囲戦において重要な役割を果たすことになる。1992年2月、ボスニア・ヘルツェゴビナ政府は、ユーゴスラビア政府に対して、これらのユーゴスラビアの軍の配備を中止するよう求めた。このときのユーゴスラビアを事実上支配していたセルビア共和国の大統領スロボダン・ミロシェヴィッチは、ボスニア・ヘルツェゴビナとの国境の外側にいるユーゴスラビア人民軍の一部を撤退させることに同意した。しかし、これらのユーゴスラビア人民軍に属していたセルビア人兵士らは、スルプスカ共和国軍となってボスニア・ヘルツェゴビナ国内にとどまり、ボスニア・ヘルツェゴビナからのスルプスカ共和国の独立を宣言した。
1992年5月2日、ボスニアのセルビア人勢力によるサラエヴォの完全封鎖が完成した。町へと続く主要な道路は封鎖され、食料や医療品の運び込みも不可能となった。水や電気、暖房システムは遮断された。多くのセルビア人兵士らがサラエヴォを取り巻いていた。町を守るボスニア政府軍は数の上ではセルビア人勢力を上回っていたものの、セルビア人勢力はユーゴスラビア連邦から装備を引き継いでおり、また町を見下ろす丘の上に陣取っていたため、地理的な面からも圧倒的優位にあった。ユーゴスラビア人民軍の部隊が町を制圧しようとした最初の武力衝突が失敗に終わったあと、サラエヴォを包囲するセルビア人勢力は、丘の上から繰り返し町への砲撃を加え続け、町を弱らせた。セルビア人勢力は町を取り巻く丘を、少なくとも200を超える強化陣地とトーチカによって要塞化した。

### サラエヴォ包囲

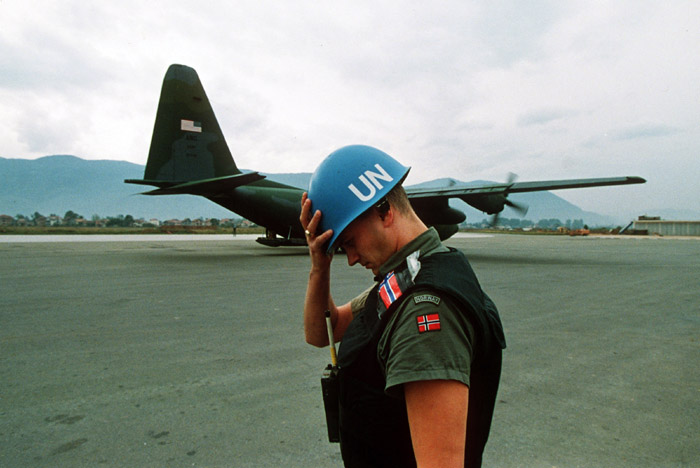
国連軍のノルウェー人兵士。サラエヴォ国際空港にて。

1992年後半から1993年前半にかけてが、サラエヴォ包囲がもっとも激しかった期間であった。戦闘の中で、数多くの残虐行為が発生した。町の周辺に陣取るセルビア人勢力は、町を守るボスニア政府の軍を繰り返し攻撃した。軍事的に優位な陣地と、町への補給はほぼすべてがセルビア人勢力の手の内にあった。狙撃兵は町の周辺を歩き回っていたので、「Pazite, Snajper!」（気をつけろ、狙撃兵だ！）は一般的な合図となった。幾らかの通りを通ったり横切ったりすることは大変危険となり、それらの通りは「狙撃兵通り」（スナイパーストリート）と呼ばれるようになった。セルビア人勢力による町への侵攻も部分的に成功し、ノヴォ・サラエヴォをはじめとする町の一部の地区はセルビア人の支配下に置かれた。状況を改善するために、1992年6月の終わりごろ、サラエヴォ国際空港は国際連合の航空機のために開放された。サラエヴォの命脈は、この国際連合による支援に強く依存していた。
ボスニア・ヘルツェゴビナ政府は紛争初期において、装備の面で大きく劣勢に立たされていた。ボスニアの闇市の構成員らは、紛争初期から軍に加わり、セルビア人の防衛線をかいくぐって不法に武器を密輸した。また、セルビア人勢力の陣地を急襲することも武器不足の軽減に役立った。サラエヴォ・トンネルは1993年中ごろに完成し、町に物資を運び込み、また町から人々を脱出させることに活用された。トンネルは、国際的な制裁（ボスニア・ヘルツェゴビナで戦闘に加担するすべての勢力は制裁の対象とされ、サラエヴォを守るボスニア政府軍もその例外ではなかった）を回避して、町に武器をもたらす主要な手段であった。そのため、このトンネルがサラエヴォを救ったとも言われている。しかしながら、1995年4月のサラエヴォの町の防衛力として残されていたのは20の大砲と5台の戦車のみであった。町を守るボスニア・ヘルツェゴビナ共和国軍第1軍団の戦力は、町に供給される対戦車擲弾発射器や地対空ミサイル、対戦車ミサイルに依存していたが、これらはサラエヴォ包囲を突破する攻撃に使われることはなかった。

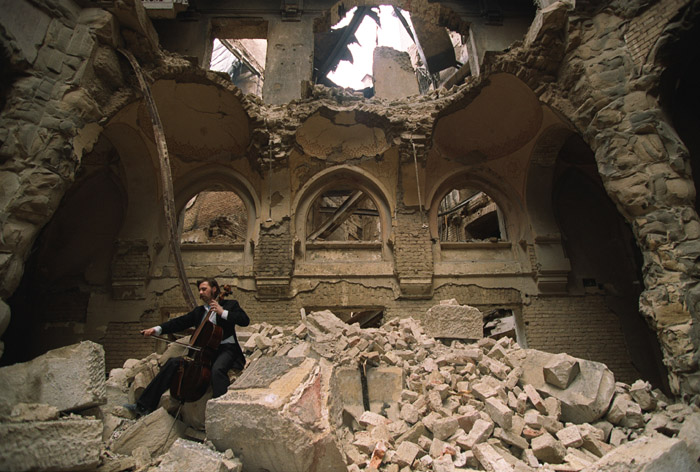
ヴェルダン・スマイロヴィッチ（Vedran Smailović）。破壊されたサラエヴォ国立図書館を前にチェロを演奏する。1992年。

報告によれば、サラエヴォ包囲の期間中、平均して一日当たり329回の砲撃があり、もっとも多かった日は1993年7月22日の37,777回であった。砲撃によって、町の建造物には大きな被害がでた。その中には市民の所有物や、文化的な建造物も多く含まれていた。1993年9月の時点で、報告によればサラエヴォのすべての建造物がなんらかの被害を受けたものと見られ、うち35,000棟は完全に破壊されていた。その中には、病院・医薬設備、メディアや通信の拠点、製造業関連施設、政府関連施設、軍関連、そして国連施設があったが、特筆すべきものとして、ボスニア・ヘルツェゴビナ大統領評議会の建物や、国立図書館なども含まれていた。図書館は焼け落ち、数千に上る蔵書が失われた。

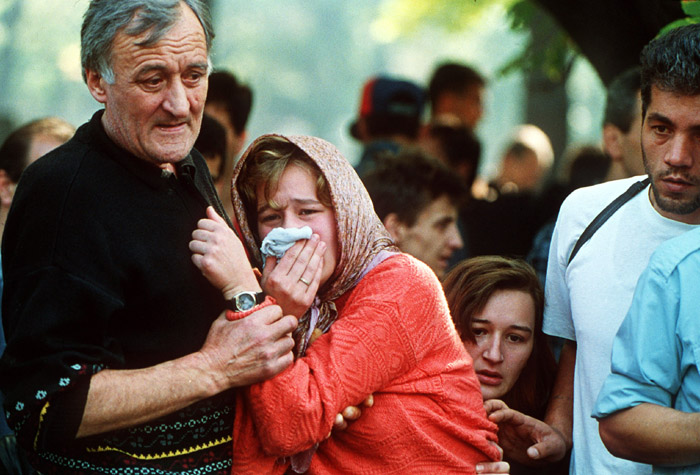
市民への攻撃での死亡者の葬儀

サラエヴォ包囲によって、多くの人命が失われた。町に対する砲撃を主とする市民に対する大量虐殺はたびたび西側諸国のニュース・メディアのヘッドラインに上った。1993年6月1日、サッカーの試合の最中に2発の砲弾が撃ち込まれ、11人が死亡し100人が負傷した。7月12日には水を求めて行列を作っていた12人が死亡した。これらの大量殺害の中でもっとも規模の大きかったものは、1994年2月5日に発生した第一次マルカレ虐殺であり、68人の市民が死亡、200人以上が負傷した。
マルカレ虐殺を受けて、国際連合はセルビア人勢力に対して最後通牒を発し、定められた期間内に規定の範囲内から重火器を撤退させるよう求め、実施されない場合は空爆を行うと警告した。その期限切れ間近になって、セルビア人勢力は要求を受け入れた。町の包囲はこの時点で劇的に緩和され、包囲の終わりは近いかに思われた。

### 民族浄化

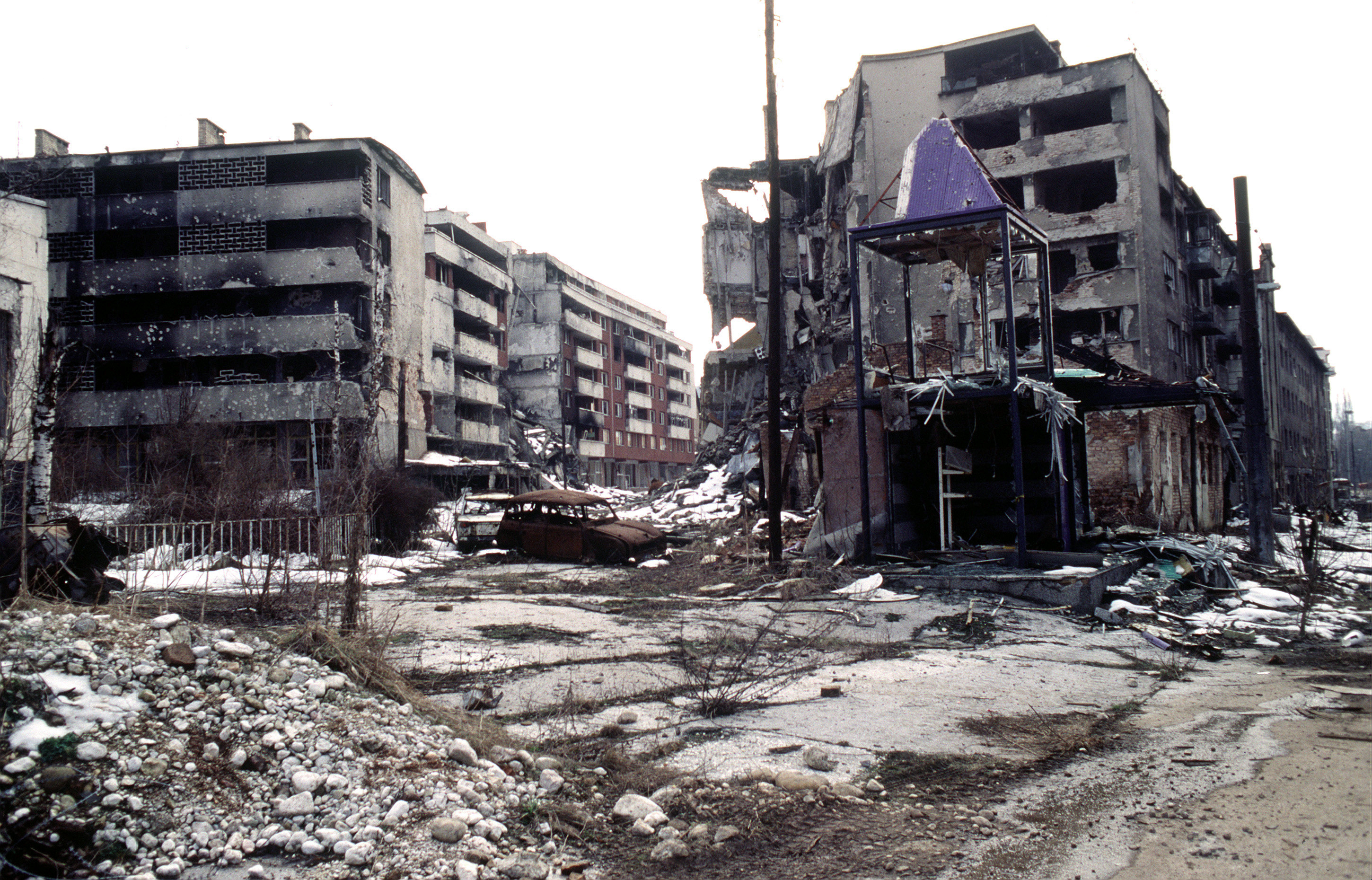
セルビア人の占領下におかれたサラエヴォ郊外の街区・グルバヴィツァ（Grbavica）。1996年にボスニア・ヘルツェゴビナ政府に返還される前の様子

報告によると、セルビア人勢力は包囲の間に、サラエヴォのうち彼らの占領下においた地域で民族浄化作戦を展開していたと言われている。 Michael A. Sellsの『The Bridge Betrayed: Religion and Genocide in Bosnia』の中で、民族主義者ではないセルビア人もまた暴力の対象となっていたことを指摘している。

ムスリム人迫害への参加を拒んだセルビア人は殺害された。サラエヴォのセルビア人占領地区において、セルビア人武装勢力の兵員が、市民への蛮行を拒否したセルビア人の当局者を殺害した。武装勢力は、この人物の遺体をみせしめとして1週間にわたって路上に放置した。セルビア人勢力によるサラエヴォでの「選別」作業のさなか、セルビア人の老人リュボ（Ljubo）はムスリム人の友人や隣人らと離されるのを拒んだため、その場で死ぬまで殴られた。

その後数年間に及ぶ1990年代は、ユーゴスラビア紛争におけるセルビア人の戦争責任に関して国際社会が広く共有していた認識を、セルビア人側が否定する否認主義の時代として特徴づけられる時代であった。2000年代に入ると、セルビア人やそのほか外部の著者によって、広く知られているセルビア人による蛮行、たとえばスレブレニツァの虐殺に類するような、非セルビア人、すなわちボシュニャク人（ムスリム人）やクロアチア人の蛮行に焦点を当てる傾向が作り上げられた。たとえば、ユーゴスラビア紛争における、セルビア人市民に対するボシュニャク人やクロアチア人による民族浄化作戦に大きな関心を払うようになった。1992年から1995年までの間に、150,000人のセルビア人がサラエヴォから民族浄化され、うち数千人が殺害されていると主張されている。これらの主張は、2005年にスルプスカ共和国の首相であるペロ・ブケイロヴィッチ（Pero Bukejlović）によって前面に出され、それによると、サラエヴォ包囲のさなかにセルビア人市民に対するジェノサイドが行われたと主張した。そして、その犠牲者の数は、セルビア人勢力によるボシュニャク人大量虐殺であるスレブレニツァの虐殺の犠牲者数を上回るとした。
ボスニア・ヘルツェゴビナ政府によるセルビア人市民への民族浄化がサラエヴォで行われたとする主張は、サラエヴォ市民の間では、民族の別を問わず、きわめて攻撃的な侮辱であったと認識されている。ブケイロヴィッチによる主張に対して、多くの人々が公的な謝罪を求めた。セルビア市民議会の議長であったミルコ・ペヤノヴィッチ（Mirko Pejanović、紛争中はボスニア・ヘルツェゴビナ大統領評議会の一員であり、2007年から2011年までサラエヴォ大学の政治科学部の学部長）は、次のように述べた:

いかなる者も、ブケイロヴィッチであれ、政治的な必要性のために真実を捻じ曲げたり、覆い隠したりすることはできない。サラエヴォでは、包囲されていた4年間の間に、カラジッチの軍とセルビア民主党によって、民族の別を問わず、多くのサラエヴォ市民が死亡した。多くの人々が飢餓や寒さを耐え、あるいは死に、また多くの人々が砲撃によって死んだ。紛争中の死者数は12,000人を数え、少なくともそのうち4分の1はセルビア人か、セルビア人の血を引く者であった。よって、われわれは、政府によるセルビア人に対する根絶作戦・ジェノサイドではなく、セルビア民主党とカラジッチの軍によるサラエヴォとサラエヴォ市民、そしてその中に含まれるサラエヴォのセルビア人市民に対する根絶作戦の責任について話す必要がある。

紛争中、セルビア人勢力は、ムスリム人を男性と女性に分け、女性に対して組織的に強姦・性暴行を加えていた。セルビア人勢力の当局者はそれを認識し、また認可している中で、これらの性犯罪行為が行われたとされている。2001年、旧ユーゴスラビア国際戦犯法廷は、公式にドラゴリュブ・クナラツ（Dragoljub Kunarac）、ラドミル・コヴァツ（Radomir Kovac）、ゾラン・ヴコヴィッチ（Zoran Vukovic）を強姦の罪で告訴した。

### NATO介入
1995年、第二次マルカレ虐殺によって37人が死亡し、90人が負傷した後、国際社会は明確に包囲する勢力と対峙する姿勢へと転じた。セルビア人勢力が、国際連合が監視する武器集積所を襲撃したとき、NATOの航空機はセルビア人勢力の弾薬庫やそのほかの軍事上の戦略目標を攻撃した。地上での戦闘も激化した。ボスニア・ヘルツェゴビナ政府軍とクロアチア人武装勢力は1994年3月に停戦しており、両勢力は合同してセルビア人勢力との戦闘を進め、セルビア人側は徐々にサラエヴォやそのほかの場所で支配地域を縮小していった。町の暖房、電気、水の供給も再開された。
停戦は1995年10月に実現され、この年には後にデイトン合意によって紛争が終結した。安定化と正常化の期間が始まり、セルビア人勢力がサラエヴォ周辺から撤退した1996年2月29日、ボスニア・ヘルツェゴビナ政府は公式に、サラエヴォ包囲が終結したことを宣言した。紛争中、20万人を超える市民が、セルビア人勢力の支配下となったサラエヴォ郊外を去った。また多くのセルビア人市民がサラエヴォを去った。

## その後
サラエヴォは包囲の期間中、激しく損傷を受けていた。サラエヴォ・オリエンタル機関（Oriental Institute in Sarajevo）に収蔵された中東諸語による写本のコレクションは、世界でも有数のオリエント諸国に関する記録であったが、これらもセルビア人勢力による攻撃で失われた。サラエヴォ包囲は間違いなく、第一次世界大戦後のサラエヴォの歴史の中で最悪であり、もっとも混乱した時代であった。1984年のサラエヴォオリンピックの栄光の後、サラエヴォは大きな経済発展と開発を経験したが、それも包囲によって失われた。
サラエヴォはかつて、多民族による共存関係の模範的な都市であったが、サラエヴォ包囲によって町の民族構成は劇的に変化した。数千人の難民が町を去り、また多くのセルビア人の市民がサラエヴォを脱出してスルプスカ共和国へと逃れた。サラエヴォ市民に占めるセルビア人の割合は、1991年には30%であったものの、2002年には10%強となっている。2002年、かつてのサラエヴォの都市域のうちスルプスカ共和国領となった地域を中心としてイストチノ・サラエヴォ（東サラエヴォ）が設置された。紛争前からのイストチノ・サラエヴォ地域のセルビア人住民のほとんどは、紛争後も同地に住み続けている。
1990年代初期の暗黒と荒廃の時代以降、サラエヴォでは復興開発が進められている。2004年の時点で、紛争による建造物の損害はほぼ修復されるか再建された。新しい建設計画も進められ、サラエヴォでは急速な経済発展を経験した。しかしサラエヴォの市街地人口は2002年の時点で401,000人であり、紛争前の1991年の人口よりも20,000人少ない。
また、1984年サラエボオリンピックの会場はメインスタジアムなど多くの競技施設が破壊され、墓場になった場所まであった。破壊された施設は戦後に再建されたものもあるが、大半の競技場が放置され現在も廃墟と化している。選手村の一部はムスリム人の刑務所や処刑場になった。

## ドキュメンタリーなどの作品
- サラエヴォのバラ

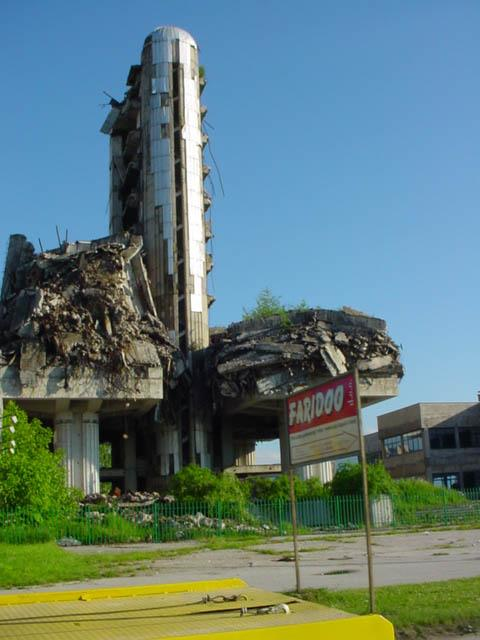
サラエヴォの新聞社・オスロボジェニェ（Oslobođenje）の建物の跡。包囲を記念するものとして残されている。

- Sarajevo, Exodus of a City, a book by Dzevad Karahasan
- Sarajevo Blues, a book of poetry by Semezdin Mehmedinović
- Sarajevo Roses, a book by South African UN Peacekeeper Anne-Marie Du Preez Bedroz
- Sarajevo Tango, a comic-art by Hermann Huppen
- Caído en Sarajevo (Fallen at Sarajevo), a song by Chilean rock band Arka
- Christmas Eve/Sarajevo 12/24, a song by サヴァタージ and the Trans-Siberian Orchestra
- Đavo u Sarajevu (Devil in Sarajevo), a book by Nenad Veličković
- Dead Winter Dead, a rock-opera by サヴァタージ, 1995
- Diários da Bósnia (Bosnian Diaries), a film by Joaquim Sapinho
- Fax From Sarajevo, a comic-art by Joe Kubert
- Fools Rush In: A True Story of Love, War, and Redemption, by Bill Carter
- Miss Sarajevo, a documentary directed by Bill Carter
- Miss Sarajevo, a song by U2 and ブライアン・イーノ under the pseudonym "Passengers"
- Mladí muži poznávají svět (Young Men Discovering The World), a movie by Radim Špaček
- My Childhood Under Fire: A Sarajevo Diary by Nadja Halilbegovich
- Natasha's Story, a book by Michael Nicholson
- Pretty Birds, by Scott Simon, 2005  ISBN 1-4000-6310-8
- Regarding The Pain Of Others, by スーザン・ソンタグ
- Remember Sarajevo, a book by Roger Richards
- Romeo and Juliet in Sarajevo, a PBS Frontline documentary
- Savršeni krug (The Perfect Circle), a film by Ademir Kenović
- Shot Through the Heart, a TV film by David Attwood
- The Fixer, a グラフィックノベル by ジョー・サッコ
- The Question of Bruno, stories by Aleksandar Hemon
- ウェルカム・トゥ・サラエボ, a war movie by マイケル・ウィンターボトム
- Witness from Sarajevo, by Boris Jug
- Zlata's Diary, a book by Zlata Filipovic
- Le Sommeil du monstre, a comic book by エンキ・ビラル.
- Veilles d'Armes, a documentary by Marcel Ophuls
- The Cellist of Sarajevo, by Steven Galloway
- Scream for Me Sarajevo（サラエボの叫び） by ブルース・ディッキンソン
- サラエボ旅行案内 by FAMA（英語版）